# Fritz Hellwig
Pour les articles homonymes, voir Hellwig.
Fritz Hellwig, né le 3 août 1912 à Sarrebruck et mort le 22 juillet 2017 à Bonn, est un homme politique allemand.

## Biographie
Fritz Hellwig vient de la partie méridionale de la Rhénanie prussienne, qui deviendra plus tard la Sarre. Son père, Friedrich Hellwig, est conseiller scolaire.
Né le 3 août 1912 à Sarrebruck, Fritz Hellwig fréquente les écoles de la ville et obtient son baccalauréat (Abitur) en 1930. Il entreprend ensuite des études d'histoire, de philosophie, de géologie, d'anglais et d'économie à l'Université de Marbourg. Il étudie ensuite également aux universités de Vienne et de Berlin et c'est dans cette dernière ville qu'il obtient son doctorat en philosophie en décembre 1933.
Fritz Hellwig a par ailleurs suivi, dès 1931, une formation dans le domaine de la défense, puis dès 1933 de maître-assistant de sports de défense. C'est également en 1933 qu'il adhère au NSDAP et il est brièvement actif dans les SA. Après son retour dans la Sarre, il adhère également au Front allemand et milite pour le retour de la Sarre dans le Reich lors du référendum de 1935.
A la fin de l'année 1933, Fritz Hellwig est engagé comme collaborateur scientifique à la Chambre de commerce et d'industrie de Sarrebruck et travaille aux archives économiques de la Sarre jusqu'en 1939. Il enseigne par ailleurs dès 1937 dans la Haute école pédagogique de Sarrebruck. Il est également un conférencier régulier dans le conseil culturel régional du Front allemand du travail. En 1934, il dirige une exposition sur la Sarre à Cologne. En 1937, il dépose sa thèse d'habilitation consacrée à l'industriel prussien Carl Ferdinand von Stumm-Halberg à l'Université de Heidelberg.
En 1939 et 1940, Fritz Hellwig dirige l'Organisation de l'économie sidérurgique à Düsseldorf. De 1940 à 1943, il dirige le district du sud-ouest du groupe économique de l'industrie sidérurgique auquel appartenait également l'industrie minière et métallurgique de la France occupée. À la fin de l'année 1942, il est nommé au conseil d'administration de la guerre de l'Inspection économique centre du Front Est. Il est enrôlé dans la Wehrmacht en février 1943 et fait prisonnier à la fin de l'année.
Après sa libération en 1947, Fritz Hellwig est d'abord consultant économique à Düsseldorf et à Duisbourg. Pendant l'occupation française de la Sarre, de 1947 à 1956, il y est persona non grata. De 1951 à 1959, il dirige l'Institut allemand de l'industrie à Düsseldorf. En novembre 1951, il adhère à la corporation Germania fondée à Sarrebruck, puis devient président de la Fédération de la Sarre allemande. Il s'oppose alors à la politique de Konrad Adenauer qui voyait la question sarroise comme secondaire et était prêt à voir la Sarre européanisée.
Fritz Hellwig adhère à l'Union chrétienne-démocrate d'Allemagne (CDU) dès sa libération en 1947. Il devient membre cette même année de la commission de politique économique de la CDU en Rhénanie. Il fera ensuite partie du comité fédéral de politique économique de la CDU et du comité national de la CDU. Il est l'un des rédacteurs des Düsseldorfer Leitsätze de la CDU en 1949. Hellwig est élu au Bundestag en 1953 et y reste jusqu'au 30 novembre 1959, d'abord élu dans le cercle électoral de Remscheid-Solingen, puis dans celui de Cologne II. De 1953 à 1956, il est délégué suppléant auprès du Conseil de l'Europe. De 1956 à 1959, il dirige la commission de politique économique du Bundestag. Il est également brièvement membre du Parlement européen en 1959. Il renonce à ses mandats politiques en 1959 pour devenir membre de la Haute Autorité de la Communauté européenne du charbon et de l'acier (CECA). Il y reste jusqu'à sa fusion avec les autres exécutifs européens en 1967, puis devient vice-président de la Commission européenne jusqu'en 1970.
Le 3 août 2012, il devient centenaire et meurt en juillet 2017, peu avant son 105e anniversaire. Il est le père de Martin Hellwig, économiste.

## Sources
- (de) Cet article est partiellement ou en totalité issu de l’article de Wikipédia en allemand intitulé « Fritz Hellwig » (voir la liste des auteurs).